# Albeștii Ungureni
Albeștii Ungureni – wieś w Rumunii, w okręgu Ardżesz, w gminie Albeștii de Argeș. W 2011 roku liczyła 2079 mieszkańców.